# Charles Ferguson
Charles Henry Ferguson (San Francisco, 24 de marzo de 1955) Documentalista estadounidense, fundador y presidente de Representational Pictures, Inc., director y productor de No End In Sight: The American Occupation of Iraq (Sin final previsible: la ocupación estadounidense de Irak) (2007) y de Inside Job (2010), por el que obtuvo el Oscar al Mejor Largometraje Documental. Además ha sido empresario de software, escritor y una autoridad en política tecnológica. Actualmente se considera analista político y periodista de investigación.

## Formación y trabajo extracinematográfico
Cursó el bachillerato en Lowell High School (San Francisco) y lo terminó en 1972. En 1978 obtuvo una licenciatura en matemáticas en la Universidad de California en Berkeley. Se doctoró en ciencias políticas en el Instituto de Tecnología de Massachusetts en 1989.
Tras su doctorado, Ferguson simultaneó investigación postdoctoral en el Instituto de Tecnología de Massachusetts con su trabajo de asesor de la Casa Blanca, la Oficina del Representante de Comercio de los Estados Unidos, el Ministerio de Defensa y varias compañías tecnológicas estadounidenses y europeas. Entre 1992 y 1994 Ferguson fue un consultor independiente que trabajó para compañías punteras estadounidenses. Entre ellas estuvieron Apple Inc., Xerox, Motorola y Texas Instruments. En 1994, junto con Randy Forgaard, Ferguson fundó Vermeer Technologies, una de las primeras compañías de software de Internet.
Vermeer creó la primera herramienta visual de desarrollo web, FrontPage. A principios de 1996 Ferguson vendió Vermeer a Microsoft por 133 millones de dólares, que integró FrontPage en Microsoft Office. 
Tras la venta de Vermeer, Ferguson volvió a la investigación y a escribir. Fue investigador invitado y profesor durante varios años en el Instituto de Tecnología de Massachusetts y en Berkeley, y durante tres años fue Senior Fellow en la the Brookings Institution en Washington D. C.
Ferguson es el autor de cuatro libros y muchos artículos que tratan varios aspectos de la tecnología de la información y sus relaciones con cuestiones económicas, políticas y sociales. 
Es miembro vitalicio del Consejo de Relaciones Exteriores, director de la French-American Foundation (Fundación franco-americana) y apoya a varias organizaciones sin ánimo de lucro.

## Documentales
Ferguson lleva interesándose por el cine, al menos, desde hace 20 años, y ha ido a festivales como el Telluride Film Festival durante más de una década. A mediados de 2005, al saber que ni había ni estaba en proyecto ningún gran documental sobre la política de EE. UU. en Irak, fundó 
Representational Pictures y comenzó a rodar No End In Sight.
No End In Sight ganó un premio especial para documentales del jurado en el Sundance Film Festival de 2007 y fue candidato al Oscar al Mejor Largometraje Documental en 2008. 
Inside Job, un largometraje documental sobre la crisis financiera de 2007-2010, se estrenó en el Festival de Cannes en mayo de 2010 y en el New York Film Festival. Ferguson lo produjo junto con Audrey Marrs. El documental lo distribuyó Sony Pictures Classics en octubre de 2010. Ganó el premio de la Academia para Oscar al Mejor Largometraje Documental de 2010. Según Ferguson, el narrador Matt Damon hizo contribuciones al documental más allá de su función como narrador; en particular a la estructura del final.
El 1 de mayo de 2011 The New York Times informó de que Ferguson iba a hacer una película para HBO Films sobre Julian Assange, fundador de Wikileaks.

## Ideas políticas
Charles Ferguson nunca ha sido miembro de ningún partido político y ha declarado que nunca se presentará como candidato a ningún cargo público. Se muestra muy escéptico acerca de la capacidad del sistema bipartidista en los EE. UU. para regular los mercados financieros y piensa que probablemente se requiera una presión masiva y sostenida durante años, comparable al Movimiento por los Derechos Civiles en los EE. UU..

## Libros
- Computer Wars: The Fall of IBM and the Future of Global Technology. con Charles R. Morris. Three Rivers Press. 1993. ISBN 978-0-8129-2300-1.
- High Stakes, No Prisoners: A Winner's Tale of Greed and Glory in the Internet Wars. W. W. Norton & Company. 1999. ISBN 978-1-58799-065-6.
- The Broadband Problem: Anatomy of a Market Failure and a Policy Dilemma. Brookings Institution Press. 2004. ISBN 978-0-8157-0644-1.
- No End in Sight: Iraq's Descent into Chaos. PublicAffairs. 2008. ISBN 978-1-58648-608-2.

## Filmografía
- No End in Sight (Sin final previsible) (2007)
- Inside Job (2010)

## Premios y distinciones
Premios Óscar
| Año  | Categoría              | Película        | Resultado |
| ---- | ---------------------- | --------------- | --------- |
| 2008 | Mejor documental largo | No End in Sight | Nominado  |
| 2011 | Mejor documental largo | Inside Job      | Ganador   |